# مايك لا روزا
مايك لا روزا (بالإنجليزية: Mike La Rosa)‏ هو سياسي أمريكي، ولد في 25 فبراير 1982 في ميامي في الولايات المتحدة. حزبياً، نشط في الحزب الجمهوري. وقد انتخب عضو مجلس نواب فلوريدا.